# Forges, Orne

Forges este o comună în departamentul Orne, Franța. În 1 ianuarie 2018 avea o populație de 215 de locuitori.